# Simeticona
Simeticona, também conhecido pelo nome comercial Luftal, é um fármaco que atua no estômago e no intestino, rompendo as bolhas que retêm os gases.
Simeticona é uma mistura, composta de 93% a 96% de polidimetilsiloxano e o resto de sílica ou de sílica gel.